# Xalet al Colomer
El Xalet al Colomer és un edifici modernista del municipi de Sant Cugat del Vallès (Vallès Occidental) que forma part de l'Inventari del Patrimoni Arquitectònic de Catalunya. De l'any 1918 consta documentació a l'Ajuntament d'un projecte per encàrrec del senyor Miquel Fusté.

## Descripció
És un edifici de planta rectangular, format per planta i pis. De concepció modernista que es manifesta en l'asimetria de la composició i el volum i pels detalls modernistes senzills presents en els esgrafiats de la façana. És un projecte similar als xalets de la plaça del Coll.